# 経済団体
経済団体（けいざいだんたい、英語: Economic organization）とは、企業経営者、使用者、雇用者が、その集団的利益を拡大し、公益に資するために設立された団体。国際労働機関は使用者を総称して使用者団体（しようしゃだんたい、英語: employers）と呼び、複数の使用者の組織は雇用者団体（こようしゃだんたい、英語: Employers' organization）と呼ばれる。
国際連合の持続可能な開発目標などでは民間の実業組織を総称して民間部門（みんかんぶもん、英語: Private sector）という。
ある特定の業種に携わる企業や個人を会員として構成される団体は、業界団体（ぎょうかいだんたい、英語: Trade association）や同業組合などと呼ばれ、また自主規制団体として公正取引協議会（こうせいとりひききょうぎかい）もある。専門職を代表する団体は、職能団体（しょくのうだんたい、英語: Regulatory college）と呼ばれる。
業種を超えた政治的な実業組織団体としては企業団体（きぎょうだんたい、英語: business association）や、経営者団体（けいえいしゃだんたい）、商工会議所（英語: Chamber of commerce）であり、財界という用語と同一視されることもある。
政治的な利益団体（りえきだんたい、英語: Advocacy group。原義は「擁護団体」）を意味する場合もある。日本では、大資本企業の団体として、日本経済団体連合会（経団連）、経済同友会（同友会）、日本商工会議所（日商）の「経済三団体」、中小零細企業の団体として、日本商工会議所、全国中小企業団体中央会、全国商工会連合会、全国商店街振興組合連合会の「中小企業四団体」がある。これらには、ロビー活動をしたり、議会の公聴会、中央政府や地方政府の懇談会・審議会に委員を輩出する機能があり、労働組合のナショナルセンターと対峙することもある。

## 主な国際的な経済団体
- 世界経済フォーラム

## 主な各国の経済団体
- 貿易協会連盟（北米）
- ビジネス・ラウンドテーブル（米国）
- フランス企業運動（フランス）
- リトアニア産業連盟（リトアニア）
- コンフィンドゥストリア（イタリア）
- ロシア産業企業家同盟（ロシア）
- インド商工会議所（インド）
- 全国経済人連合会（韓国）

## 主な日本の経済団体

### 経済三団体
- 日本経済団体連合会（経団連）
- 経済同友会
- 日本商工会議所（日商）

### 中小企業四団体
- 全国中小企業団体中央会
- 全国商工会連合会
- 全国商店街振興組合連合会
- 日本商工会議所（日商）

### その他の全国団体
- 日本在外企業協会
- 日本生産性本部
- 経営法曹会議

#### ジェンダーに関する団体
- 全国商工会議所女性会連合会

#### 新産業に関する団体
- 新経済連盟

#### 中小企業に関する団体
- 中小企業家同友会
- 全国商工団体連合会（全商連）
- ティグレ

### 各地域の経済団体
- 北海道経済連合会
- 東北経済連合会
- 中部経済連合会
- 関西経済連合会
- 関西経済同友会
- 北陸経済連合会
- 中国経済連合会
- 四国経済連合会
- 九州経済連合会
- 沖縄懇話会

#### 各地域の商工会議所・商工会
- 日本の商工会議所一覧
  - 東京商工会議所
  - 大阪商工会議所
  - 名古屋商工会議所
  - 札幌商工会議所
  - 仙台商工会議所
  - 新潟商工会議所
  - 横浜商工会議所
  - 埼玉商工会議所
  - 千葉商工会議所
  - 相模原商工会議所
  - 静岡商工会議所
  - 浜松商工会議所
  - 京都商工会議所
  - 神戸商工会議所
  - 堺商工会議所
  - 岡山商工会議所
  - 広島商工会議所
  - 福岡商工会議所
  - 北九州商工会議所
  - 熊本商工会議所
  - 長崎商工会議所
  - 那覇商工会議所
- 商工会

### 業界団体
- 公正取引協議会
- 全国銀行協会
- 生命保険協会
- 損害保険協会
- AI医療機器協議会
- 四病院団体協議会
- 医師会
- 日本司法書士会連合会
- 日本弁護士連合会
- 全日本トラック協会
- 日本貨物運送協同組合連合会
- 全日本コーヒー商工組合連合会
- 全国漁業協同組合連合会

### 在日外国人と関係する経済団体
- 日台経済人の会
- 朝鮮商工会
- 日本中華総商会